# Famille Bach
 (juillet 2024).
Si vous disposez d'ouvrages ou d'articles de référence ou si vous connaissez des sites web de qualité traitant du thème abordé ici, merci de compléter l'article en donnant les références utiles à sa vérifiabilité et en les liant à la section « Notes et références ».

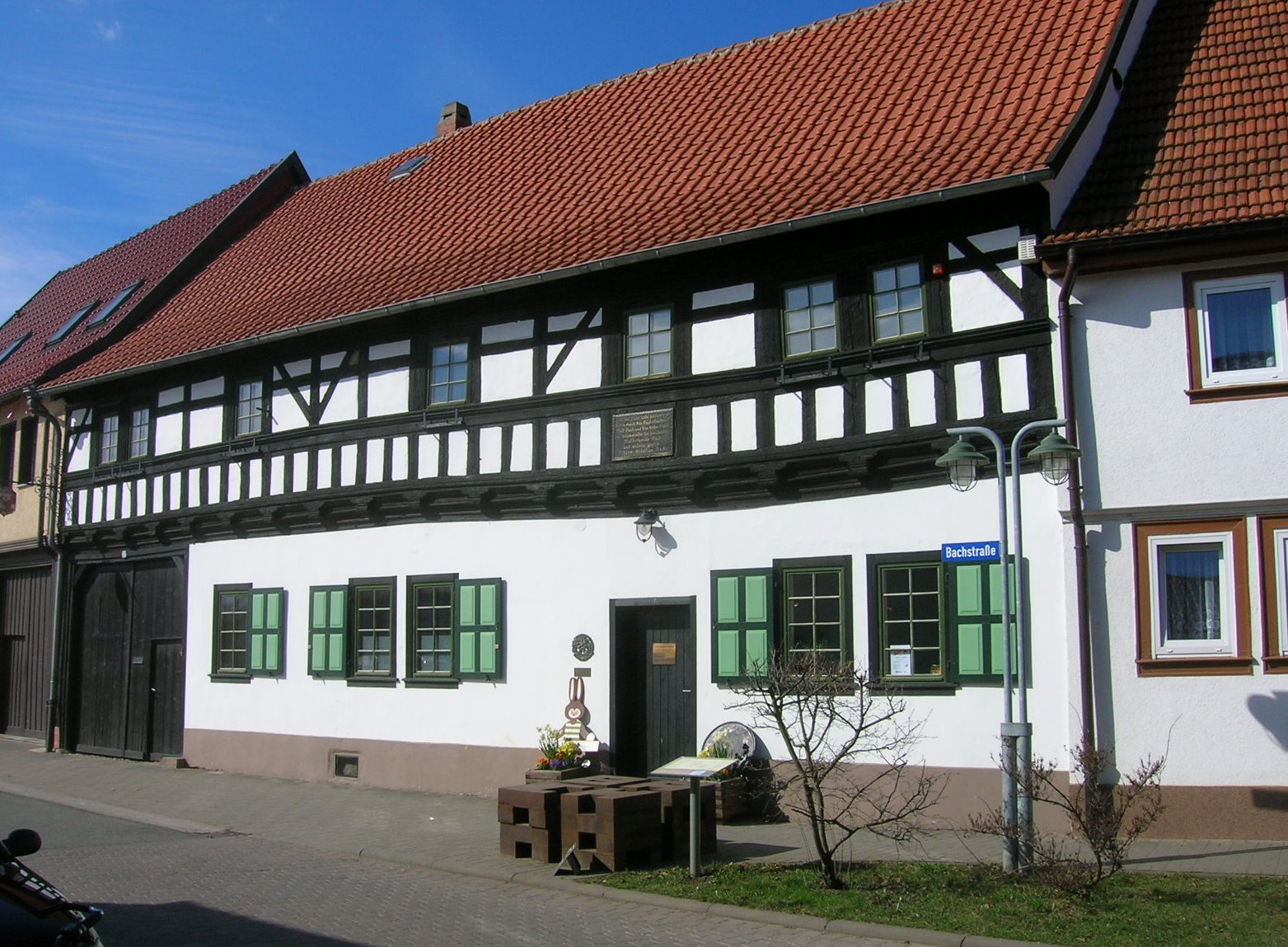
Maison Bach à Wechmar.

La famille Bach est une célèbre dynastie de musiciens issue de Thuringe, région d'Allemagne centrale marquée par la présence du réformateur religieux Martin Luther. 
De cette famille sont issus, dès la première moitié du XVIe siècle et jusqu'à la fin du XVIIIe siècle de nombreux compositeurs, organistes. Cette famille est la plus prolifique de toute l'histoire de la musique occidentale ; Jean-Sébastien, son membre le plus célèbre, est généralement considéré comme un des « géants » de la musique.
Sous le titre Ursprung der musicalisch-Bachischen Familie, Jean-Sébastien Bach a lui-même établi un premier arbre généalogique de ses ancêtres musiciens. Plus de la moitié d'entre eux furent organistes à Eisenach ou dans les villes avoisinantes.
La famille est composée de deux branches principales :
- La branche d'Erfurt
- La branche d'Arnstadt

Durant plus d'un siècle, la famille Bach a dominé la vie musicale d'Erfurt de telle sorte qu'en 1793 tous les musiciens du conseil de la ville étaient des « Bach ». Rien que dans les registres de l'église des commerçants (Kaufmannskirche) sont consignés 60 baptêmes, mariages et enterrements concernant cette famille.

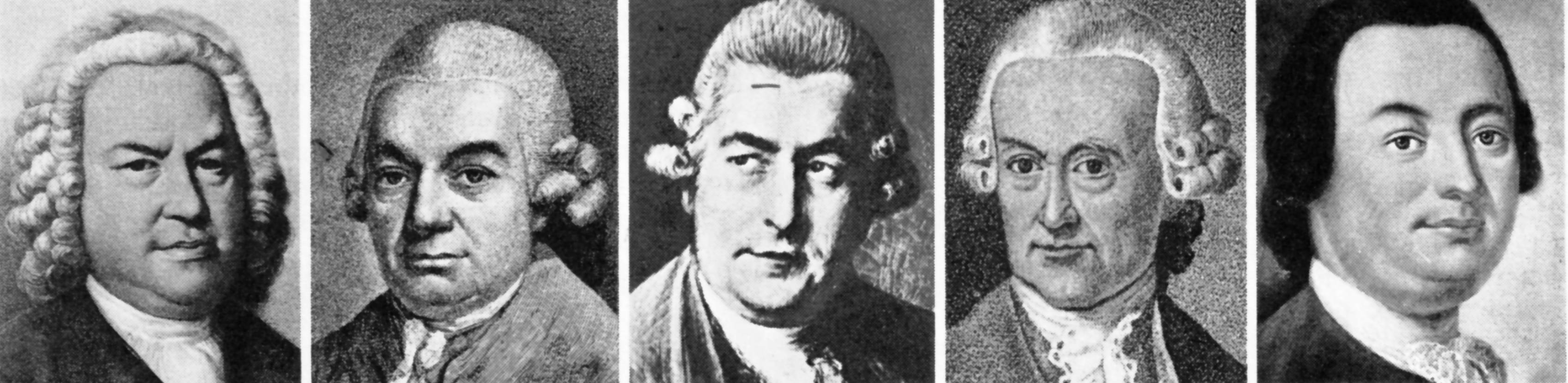
Jean-Sébastien Bach et ses quatre fils devenus musiciens : Carl Philipp Emanuel, Johann Christian, Wilhelm Friedemann et Johann Christoph Friedrich.

## Filiation
|  |  |                                  |                                  |                                  |                                  |                                  |                                  |  |  |  |  |  |  |                                     |                                     |                                     |                                     |                                     |                                     |                           |                           |                                       |                                       |                                       |                                       |                                       |                                       |  |  |                                              |                                              |                                              |                                              |                                              |                                              |  |  |                                              |                                              |                                              |                                              | Veit Bach (d. 1619)                          |                                              |                            |                            |                                         |                                         |                                         |                                         |                                         |                                         |  |  |                                    |                                    |                                    |                                    |                                    |                                    |  |  |                                          |                                          |                                          |                                          |                                          |                                          |                                        |                                        |                                        |                                        |                                       |                                       |                                       |                                       |  |  |                              |                              |                              |                              |                              |                              |  |  |                            |                            |                            |                            |                            |                            |  |  |  |  |  |  |
|  |  |                                  |                                  |                                  |                                  |                                  |                                  |  |  |  |  |  |  |                                     |                                     |                                     |                                     |                                     |                                     |                           |                           |                                       |                                       |                                       |                                       |                                       |                                       |  |  |                                              |                                              |                                              |                                              |                                              |                                              |  |  |                                              |                                              |                                              |                                              |                                              |                                              |                            |                            |                                         |                                         |                                         |                                         |                                         |                                         |  |  |                                    |                                    |                                    |                                    |                                    |                                    |  |  |                                          |                                          |                                          |                                          |                                          |                                          |                                        |                                        |                                        |                                        |                                       |                                       |                                       |                                       |  |  |                              |                              |                              |                              |                              |                              |  |  |                            |                            |                            |                            |                            |                            |  |  |  |  |  |  |
|  |  |                                  |                                  |                                  |                                  |                                  |                                  |  |  |  |  |  |  |                                     |                                     |                                     |                                     |                                     |                                     |                           |                           |                                       |                                       |                                       |                                       |                                       |                                       |  |  |                                              |                                              |                                              |                                              |                                              |                                              |  |  |                                              |                                              |                                              |                                              |                                              |                                              |                            |                            |                                         |                                         |                                         |                                         |                                         |                                         |  |  |                                    |                                    |                                    |                                    |                                    |                                    |  |  |                                          |                                          |                                          |                                          |                                          |                                          |                                        |                                        |                                        |                                        |                                       |                                       |                                       |                                       |  |  |                              |                              |                              |                              |                              |                              |  |  |                            |                            |                            |                            |                            |                            |  |  |  |  |  |  |
|  |  |                                  |                                  |                                  |                                  |                                  |                                  |  |  |  |  |  |  |                                     |                                     |                                     |                                     |                                     |                                     |                           |                           | Johannes (« Hans ») Bach (1580–1626)  | Johannes (« Hans ») Bach (1580–1626)  | Johannes (« Hans ») Bach (1580–1626)  | Johannes (« Hans ») Bach (1580–1626)  | Johannes (« Hans ») Bach (1580–1626)  | Johannes (« Hans ») Bach (1580–1626)  |  |  |                                              |                                              |                                              |                                              |                                              |                                              |  |  |                                              |                                              |                                              |                                              |                                              |                                              |                            |                            |                                         |                                         |                                         |                                         |                                         |                                         |  |  |                                    |                                    |                                    |                                    |                                    |                                    |  |  | Philippus Bach (1590–1620)               | Philippus Bach (1590–1620)               | Philippus Bach (1590–1620)               | Philippus Bach (1590–1620)               | Philippus Bach (1590–1620)               | Philippus Bach (1590–1620)               |                                        |                                        |                                        |                                        |                                       |                                       |                                       |                                       |  |  |                              |                              |                              |                              |                              |                              |  |  |                            |                            |                            |                            |                            |                            |  |  |  |  |  |  |
|  |  |                                  |                                  |                                  |                                  |                                  |                                  |  |  |  |  |  |  |                                     |                                     |                                     |                                     |                                     |                                     |                           |                           | Johannes (« Hans ») Bach (1580–1626)  | Johannes (« Hans ») Bach (1580–1626)  | Johannes (« Hans ») Bach (1580–1626)  | Johannes (« Hans ») Bach (1580–1626)  | Johannes (« Hans ») Bach (1580–1626)  | Johannes (« Hans ») Bach (1580–1626)  |  |  |                                              |                                              |                                              |                                              |                                              |                                              |  |  |                                              |                                              |                                              |                                              |                                              |                                              |                            |                            |                                         |                                         |                                         |                                         |                                         |                                         |  |  |                                    |                                    |                                    |                                    |                                    |                                    |  |  | Philippus Bach (1590–1620)               | Philippus Bach (1590–1620)               | Philippus Bach (1590–1620)               | Philippus Bach (1590–1620)               | Philippus Bach (1590–1620)               | Philippus Bach (1590–1620)               |                                        |                                        |                                        |                                        |                                       |                                       |                                       |                                       |  |  |                              |                              |                              |                              |                              |                              |  |  |                            |                            |                            |                            |                            |                            |  |  |  |  |  |  |
|  |  |                                  |                                  |                                  |                                  |                                  |                                  |  |  |  |  |  |  |                                     |                                     |                                     |                                     |                                     |                                     |                           |                           |                                       |                                       |                                       |                                       |                                       |                                       |  |  |                                              |                                              |                                              |                                              |                                              |                                              |  |  |                                              |                                              |                                              |                                              |                                              |                                              |                            |                            |                                         |                                         |                                         |                                         |                                         |                                         |  |  |                                    |                                    |                                    |                                    |                                    |                                    |  |  |                                          |                                          |                                          |                                          |                                          |                                          |                                        |                                        |                                        |                                        |                                       |                                       |                                       |                                       |  |  |                              |                              |                              |                              |                              |                              |  |  |                            |                            |                            |                            |                            |                            |  |  |  |  |  |  |
|  |  | Johann Bach (1604-1673)          | Johann Bach (1604-1673)          | Johann Bach (1604-1673)          | Johann Bach (1604-1673)          | Johann Bach (1604-1673)          | Johann Bach (1604-1673)          |  |  |  |  |  |  |                                     |                                     |                                     |                                     | Heinrich Bach (1615–1692)           | Heinrich Bach (1615–1692)           | Heinrich Bach (1615–1692) | Heinrich Bach (1615–1692) | Heinrich Bach (1615–1692)             | Heinrich Bach (1615–1692)             |                                       |                                       |                                       |                                       |  |  |                                              |                                              |                                              |                                              |                                              |                                              |  |  |                                              |                                              |                                              |                                              | Christoph Bach (1613–1661)                   | Christoph Bach (1613–1661)                   | Christoph Bach (1613–1661) | Christoph Bach (1613–1661) | Christoph Bach (1613–1661)              | Christoph Bach (1613–1661)              |                                         |                                         |                                         |                                         |  |  |                                    |                                    |                                    |                                    |                                    |                                    |  |  | Wfinel Bach (1619–1682)                  | Wfinel Bach (1619–1682)                  | Wfinel Bach (1619–1682)                  | Wfinel Bach (1619–1682)                  | Wfinel Bach (1619–1682)                  | Wfinel Bach (1619–1682)                  |                                        |                                        |                                        |                                        |                                       |                                       |                                       |                                       |  |  |                              |                              |                              |                              |                              |                              |  |  |                            |                            |                            |                            |                            |                            |  |  |  |  |  |  |
|  |  | Johann Bach (1604-1673)          | Johann Bach (1604-1673)          | Johann Bach (1604-1673)          | Johann Bach (1604-1673)          | Johann Bach (1604-1673)          | Johann Bach (1604-1673)          |  |  |  |  |  |  |                                     |                                     |                                     |                                     | Heinrich Bach (1615–1692)           | Heinrich Bach (1615–1692)           | Heinrich Bach (1615–1692) | Heinrich Bach (1615–1692) | Heinrich Bach (1615–1692)             | Heinrich Bach (1615–1692)             |                                       |                                       |                                       |                                       |  |  |                                              |                                              |                                              |                                              |                                              |                                              |  |  |                                              |                                              |                                              |                                              | Christoph Bach (1613–1661)                   | Christoph Bach (1613–1661)                   | Christoph Bach (1613–1661) | Christoph Bach (1613–1661) | Christoph Bach (1613–1661)              | Christoph Bach (1613–1661)              |                                         |                                         |                                         |                                         |  |  |                                    |                                    |                                    |                                    |                                    |                                    |  |  | Wfinel Bach (1619–1682)                  | Wfinel Bach (1619–1682)                  | Wfinel Bach (1619–1682)                  | Wfinel Bach (1619–1682)                  | Wfinel Bach (1619–1682)                  | Wfinel Bach (1619–1682)                  |                                        |                                        |                                        |                                        |                                       |                                       |                                       |                                       |  |  |                              |                              |                              |                              |                              |                              |  |  |                            |                            |                            |                            |                            |                            |  |  |  |  |  |  |
|  |  |                                  |                                  |                                  |                                  |                                  |                                  |  |  |  |  |  |  |                                     |                                     |                                     |                                     |                                     |                                     |                           |                           |                                       |                                       |                                       |                                       |                                       |                                       |  |  |                                              |                                              |                                              |                                              |                                              |                                              |  |  |                                              |                                              |                                              |                                              |                                              |                                              |                            |                            |                                         |                                         |                                         |                                         |                                         |                                         |  |  |                                    |                                    |                                    |                                    |                                    |                                    |  |  |                                          |                                          |                                          |                                          |                                          |                                          |                                        |                                        |                                        |                                        |                                       |                                       |                                       |                                       |  |  |                              |                              |                              |                              |                              |                              |  |  |                            |                            |                            |                            |                            |                            |  |  |  |  |  |  |
|  |  | Johann Aegidus Bach (1645-1716)  | Johann Aegidus Bach (1645-1716)  | Johann Aegidus Bach (1645-1716)  | Johann Aegidus Bach (1645-1716)  | Johann Aegidus Bach (1645-1716)  | Johann Aegidus Bach (1645-1716)  |  |  |  |  |  |  | Johann Christoph Bach I (1642–1703) | Johann Christoph Bach I (1642–1703) | Johann Christoph Bach I (1642–1703) | Johann Christoph Bach I (1642–1703) | Johann Christoph Bach I (1642–1703) | Johann Christoph Bach I (1642–1703) |                           |                           | Johann Michael Bach (1648–1694)       | Johann Michael Bach (1648–1694)       | Johann Michael Bach (1648–1694)       | Johann Michael Bach (1648–1694)       | Johann Michael Bach (1648–1694)       | Johann Michael Bach (1648–1694)       |  |  | Georg Christoph Bach (1642-1697)             | Georg Christoph Bach (1642-1697)             | Georg Christoph Bach (1642-1697)             | Georg Christoph Bach (1642-1697)             | Georg Christoph Bach (1642-1697)             | Georg Christoph Bach (1642-1697)             |  |  | Johann Ambrosius Bach (1645–1695)            | Johann Ambrosius Bach (1645–1695)            | Johann Ambrosius Bach (1645–1695)            | Johann Ambrosius Bach (1645–1695)            | Johann Ambrosius Bach (1645–1695)            | Johann Ambrosius Bach (1645–1695)            |                            |                            | Maria Elisabetha Lämmerhirt (1644–1694) | Maria Elisabetha Lämmerhirt (1644–1694) | Maria Elisabetha Lämmerhirt (1644–1694) | Maria Elisabetha Lämmerhirt (1644–1694) | Maria Elisabetha Lämmerhirt (1644–1694) | Maria Elisabetha Lämmerhirt (1644–1694) |  |  | Johann Christoph Bach II (1645–93) | Johann Christoph Bach II (1645–93) | Johann Christoph Bach II (1645–93) | Johann Christoph Bach II (1645–93) | Johann Christoph Bach II (1645–93) | Johann Christoph Bach II (1645–93) |  |  | Jacob Bach (1655–1718)                   | Jacob Bach (1655–1718)                   | Jacob Bach (1655–1718)                   | Jacob Bach (1655–1718)                   | Jacob Bach (1655–1718)                   | Jacob Bach (1655–1718)                   |                                        |                                        | Anna Martha Schneider                  | Anna Martha Schneider                  | Anna Martha Schneider                 | Anna Martha Schneider                 | Anna Martha Schneider                 | Anna Martha Schneider                 |  |  |                              |                              |                              |                              |                              |                              |  |  |                            |                            |                            |                            |                            |                            |  |  |  |  |  |  |
|  |  | Johann Aegidus Bach (1645-1716)  | Johann Aegidus Bach (1645-1716)  | Johann Aegidus Bach (1645-1716)  | Johann Aegidus Bach (1645-1716)  | Johann Aegidus Bach (1645-1716)  | Johann Aegidus Bach (1645-1716)  |  |  |  |  |  |  | Johann Christoph Bach I (1642–1703) | Johann Christoph Bach I (1642–1703) | Johann Christoph Bach I (1642–1703) | Johann Christoph Bach I (1642–1703) | Johann Christoph Bach I (1642–1703) | Johann Christoph Bach I (1642–1703) |                           |                           | Johann Michael Bach (1648–1694)       | Johann Michael Bach (1648–1694)       | Johann Michael Bach (1648–1694)       | Johann Michael Bach (1648–1694)       | Johann Michael Bach (1648–1694)       | Johann Michael Bach (1648–1694)       |  |  | Georg Christoph Bach (1642-1697)             | Georg Christoph Bach (1642-1697)             | Georg Christoph Bach (1642-1697)             | Georg Christoph Bach (1642-1697)             | Georg Christoph Bach (1642-1697)             | Georg Christoph Bach (1642-1697)             |  |  | Johann Ambrosius Bach (1645–1695)            | Johann Ambrosius Bach (1645–1695)            | Johann Ambrosius Bach (1645–1695)            | Johann Ambrosius Bach (1645–1695)            | Johann Ambrosius Bach (1645–1695)            | Johann Ambrosius Bach (1645–1695)            |                            |                            | Maria Elisabetha Lämmerhirt (1644–1694) | Maria Elisabetha Lämmerhirt (1644–1694) | Maria Elisabetha Lämmerhirt (1644–1694) | Maria Elisabetha Lämmerhirt (1644–1694) | Maria Elisabetha Lämmerhirt (1644–1694) | Maria Elisabetha Lämmerhirt (1644–1694) |  |  | Johann Christoph Bach II (1645–93) | Johann Christoph Bach II (1645–93) | Johann Christoph Bach II (1645–93) | Johann Christoph Bach II (1645–93) | Johann Christoph Bach II (1645–93) | Johann Christoph Bach II (1645–93) |  |  | Jacob Bach (1655–1718)                   | Jacob Bach (1655–1718)                   | Jacob Bach (1655–1718)                   | Jacob Bach (1655–1718)                   | Jacob Bach (1655–1718)                   | Jacob Bach (1655–1718)                   |                                        |                                        | Anna Martha Schneider                  | Anna Martha Schneider                  | Anna Martha Schneider                 | Anna Martha Schneider                 | Anna Martha Schneider                 | Anna Martha Schneider                 |  |  |                              |                              |                              |                              |                              |                              |  |  |                            |                            |                            |                            |                            |                            |  |  |  |  |  |  |
|  |  |                                  |                                  |                                  |                                  |                                  |                                  |  |  |  |  |  |  |                                     |                                     |                                     |                                     |                                     |                                     |                           |                           |                                       |                                       |                                       |                                       |                                       |                                       |  |  |                                              |                                              |                                              |                                              |                                              |                                              |  |  |                                              |                                              |                                              |                                              |                                              |                                              |                            |                            |                                         |                                         |                                         |                                         |                                         |                                         |  |  |                                    |                                    |                                    |                                    |                                    |                                    |  |  |                                          |                                          |                                          |                                          |                                          |                                          |                                        |                                        |                                        |                                        |                                       |                                       |                                       |                                       |  |  |                              |                              |                              |                              |                              |                              |  |  |                            |                            |                            |                            |                            |                            |  |  |  |  |  |  |
|  |  |                                  |                                  |                                  |                                  |                                  |                                  |  |  |  |  |  |  |                                     |                                     |                                     |                                     |                                     |                                     |                           |                           |                                       |                                       |                                       |                                       |                                       |                                       |  |  |                                              |                                              |                                              |                                              |                                              |                                              |  |  |                                              |                                              |                                              |                                              |                                              |                                              |                            |                            |                                         |                                         |                                         |                                         |                                         |                                         |  |  |                                    |                                    |                                    |                                    |                                    |                                    |  |  |                                          |                                          |                                          |                                          |                                          |                                          |                                        |                                        |                                        |                                        |                                       |                                       |                                       |                                       |  |  |                              |                              |                              |                              |                              |                              |  |  |                            |                            |                            |                            |                            |                            |  |  |  |  |  |  |
|  |  | Johann Bernhard Bach (1676-1749) | Johann Bernhard Bach (1676-1749) | Johann Bernhard Bach (1676-1749) | Johann Bernhard Bach (1676-1749) | Johann Bernhard Bach (1676-1749) | Johann Bernhard Bach (1676-1749) |  |  |  |  |  |  | Johann Nicolaus Bach (1669–1753)    | Johann Nicolaus Bach (1669–1753)    | Johann Nicolaus Bach (1669–1753)    | Johann Nicolaus Bach (1669–1753)    | Johann Nicolaus Bach (1669–1753)    | Johann Nicolaus Bach (1669–1753)    |                           |                           | Maria Barbara Bach (1684–1720)        | Maria Barbara Bach (1684–1720)        | Maria Barbara Bach (1684–1720)        | Maria Barbara Bach (1684–1720)        | Maria Barbara Bach (1684–1720)        | Maria Barbara Bach (1684–1720)        |  |  | Johann Sebastian Bach (1685–1750)            | Johann Sebastian Bach (1685–1750)            | Johann Sebastian Bach (1685–1750)            | Johann Sebastian Bach (1685–1750)            | Johann Sebastian Bach (1685–1750)            | Johann Sebastian Bach (1685–1750)            |  |  | Anna Magdalena Wilcke (1701–1760)            | Anna Magdalena Wilcke (1701–1760)            | Anna Magdalena Wilcke (1701–1760)            | Anna Magdalena Wilcke (1701–1760)            | Anna Magdalena Wilcke (1701–1760)            | Anna Magdalena Wilcke (1701–1760)            |                            |                            |                                         |                                         |                                         |                                         |                                         |                                         |  |  |                                    |                                    |                                    |                                    |                                    |                                    |  |  |                                          |                                          |                                          |                                          | Johann Ludwig Bach (1677–1731)           | Johann Ludwig Bach (1677–1731)           | Johann Ludwig Bach (1677–1731)         | Johann Ludwig Bach (1677–1731)         | Johann Ludwig Bach (1677–1731)         | Johann Ludwig Bach (1677–1731)         |                                       |                                       |                                       |                                       |  |  |                              |                              |                              |                              |                              |                              |  |  |                            |                            |                            |                            |                            |                            |  |  |  |  |  |  |
|  |  | Johann Bernhard Bach (1676-1749) | Johann Bernhard Bach (1676-1749) | Johann Bernhard Bach (1676-1749) | Johann Bernhard Bach (1676-1749) | Johann Bernhard Bach (1676-1749) | Johann Bernhard Bach (1676-1749) |  |  |  |  |  |  | Johann Nicolaus Bach (1669–1753)    | Johann Nicolaus Bach (1669–1753)    | Johann Nicolaus Bach (1669–1753)    | Johann Nicolaus Bach (1669–1753)    | Johann Nicolaus Bach (1669–1753)    | Johann Nicolaus Bach (1669–1753)    |                           |                           | Maria Barbara Bach (1684–1720)        | Maria Barbara Bach (1684–1720)        | Maria Barbara Bach (1684–1720)        | Maria Barbara Bach (1684–1720)        | Maria Barbara Bach (1684–1720)        | Maria Barbara Bach (1684–1720)        |  |  | Johann Sebastian Bach (1685–1750)            | Johann Sebastian Bach (1685–1750)            | Johann Sebastian Bach (1685–1750)            | Johann Sebastian Bach (1685–1750)            | Johann Sebastian Bach (1685–1750)            | Johann Sebastian Bach (1685–1750)            |  |  | Anna Magdalena Wilcke (1701–1760)            | Anna Magdalena Wilcke (1701–1760)            | Anna Magdalena Wilcke (1701–1760)            | Anna Magdalena Wilcke (1701–1760)            | Anna Magdalena Wilcke (1701–1760)            | Anna Magdalena Wilcke (1701–1760)            |                            |                            |                                         |                                         |                                         |                                         |                                         |                                         |  |  |                                    |                                    |                                    |                                    |                                    |                                    |  |  |                                          |                                          |                                          |                                          | Johann Ludwig Bach (1677–1731)           | Johann Ludwig Bach (1677–1731)           | Johann Ludwig Bach (1677–1731)         | Johann Ludwig Bach (1677–1731)         | Johann Ludwig Bach (1677–1731)         | Johann Ludwig Bach (1677–1731)         |                                       |                                       |                                       |                                       |  |  |                              |                              |                              |                              |                              |                              |  |  |                            |                            |                            |                            |                            |                            |  |  |  |  |  |  |
|  |  |                                  |                                  |                                  |                                  |                                  |                                  |  |  |  |  |  |  |                                     |                                     |                                     |                                     |                                     |                                     |                           |                           |                                       |                                       |                                       |                                       |                                       |                                       |  |  |                                              |                                              |                                              |                                              |                                              |                                              |  |  |                                              |                                              |                                              |                                              |                                              |                                              |                            |                            |                                         |                                         |                                         |                                         |                                         |                                         |  |  |                                    |                                    |                                    |                                    |                                    |                                    |  |  |                                          |                                          |                                          |                                          |                                          |                                          |                                        |                                        |                                        |                                        |                                       |                                       |                                       |                                       |  |  |                              |                              |                              |                              |                              |                              |  |  |                            |                            |                            |                            |                            |                            |  |  |  |  |  |  |
|  |  |                                  |                                  |                                  |                                  |                                  |                                  |  |  |  |  |  |  |                                     |                                     |                                     |                                     |                                     |                                     |                           |                           |                                       |                                       |                                       |                                       |                                       |                                       |  |  |                                              |                                              |                                              |                                              |                                              |                                              |  |  |                                              |                                              |                                              |                                              |                                              |                                              |                            |                            |                                         |                                         |                                         |                                         |                                         |                                         |  |  |                                    |                                    |                                    |                                    |                                    |                                    |  |  |                                          |                                          |                                          |                                          |                                          |                                          |                                        |                                        |                                        |                                        |                                       |                                       |                                       |                                       |  |  |                              |                              |                              |                              |                              |                              |  |  |                            |                            |                            |                            |                            |                            |  |  |  |  |  |  |
|  |  | Johann Ernst Bach (1722-1777)    | Johann Ernst Bach (1722-1777)    | Johann Ernst Bach (1722-1777)    | Johann Ernst Bach (1722-1777)    | Johann Ernst Bach (1722-1777)    | Johann Ernst Bach (1722-1777)    |  |  |  |  |  |  | Wilhelm Friedemann Bach (1710–1784) | Wilhelm Friedemann Bach (1710–1784) | Wilhelm Friedemann Bach (1710–1784) | Wilhelm Friedemann Bach (1710–1784) | Wilhelm Friedemann Bach (1710–1784) | Wilhelm Friedemann Bach (1710–1784) |                           |                           | Carl Philipp Emanuel Bach (1714–1788) | Carl Philipp Emanuel Bach (1714–1788) | Carl Philipp Emanuel Bach (1714–1788) | Carl Philipp Emanuel Bach (1714–1788) | Carl Philipp Emanuel Bach (1714–1788) | Carl Philipp Emanuel Bach (1714–1788) |  |  | Gottfried Heinrich Bach (1724–1763)          | Gottfried Heinrich Bach (1724–1763)          | Gottfried Heinrich Bach (1724–1763)          | Gottfried Heinrich Bach (1724–1763)          | Gottfried Heinrich Bach (1724–1763)          | Gottfried Heinrich Bach (1724–1763)          |  |  | Johann Christoph Friedrich Bach (1732–1795)  | Johann Christoph Friedrich Bach (1732–1795)  | Johann Christoph Friedrich Bach (1732–1795)  | Johann Christoph Friedrich Bach (1732–1795)  | Johann Christoph Friedrich Bach (1732–1795)  | Johann Christoph Friedrich Bach (1732–1795)  |                            |                            | Lucia Elisabeth Münchhausen (1728–1803) | Lucia Elisabeth Münchhausen (1728–1803) | Lucia Elisabeth Münchhausen (1728–1803) | Lucia Elisabeth Münchhausen (1728–1803) | Lucia Elisabeth Münchhausen (1728–1803) | Lucia Elisabeth Münchhausen (1728–1803) |  |  | Johann Christian Bach (1735–1782)  | Johann Christian Bach (1735–1782)  | Johann Christian Bach (1735–1782)  | Johann Christian Bach (1735–1782)  | Johann Christian Bach (1735–1782)  | Johann Christian Bach (1735–1782)  |  |  | Elisabeth Juliane Friederica (1726–1781) | Elisabeth Juliane Friederica (1726–1781) | Elisabeth Juliane Friederica (1726–1781) | Elisabeth Juliane Friederica (1726–1781) | Elisabeth Juliane Friederica (1726–1781) | Elisabeth Juliane Friederica (1726–1781) |                                        |                                        | Johann Christoph Altnikol (1720–1759)  | Johann Christoph Altnikol (1720–1759)  | Johann Christoph Altnikol (1720–1759) | Johann Christoph Altnikol (1720–1759) | Johann Christoph Altnikol (1720–1759) | Johann Christoph Altnikol (1720–1759) |  |  | Johanna Carolina (1737–1781) | Johanna Carolina (1737–1781) | Johanna Carolina (1737–1781) | Johanna Carolina (1737–1781) | Johanna Carolina (1737–1781) | Johanna Carolina (1737–1781) |  |  | Regina Susanna (1742–1809) | Regina Susanna (1742–1809) | Regina Susanna (1742–1809) | Regina Susanna (1742–1809) | Regina Susanna (1742–1809) | Regina Susanna (1742–1809) |  |  |  |  |  |  |
|  |  | Johann Ernst Bach (1722-1777)    | Johann Ernst Bach (1722-1777)    | Johann Ernst Bach (1722-1777)    | Johann Ernst Bach (1722-1777)    | Johann Ernst Bach (1722-1777)    | Johann Ernst Bach (1722-1777)    |  |  |  |  |  |  | Wilhelm Friedemann Bach (1710–1784) | Wilhelm Friedemann Bach (1710–1784) | Wilhelm Friedemann Bach (1710–1784) | Wilhelm Friedemann Bach (1710–1784) | Wilhelm Friedemann Bach (1710–1784) | Wilhelm Friedemann Bach (1710–1784) |                           |                           | Carl Philipp Emanuel Bach (1714–1788) | Carl Philipp Emanuel Bach (1714–1788) | Carl Philipp Emanuel Bach (1714–1788) | Carl Philipp Emanuel Bach (1714–1788) | Carl Philipp Emanuel Bach (1714–1788) | Carl Philipp Emanuel Bach (1714–1788) |  |  | Gottfried Heinrich Bach (1724–1763)          | Gottfried Heinrich Bach (1724–1763)          | Gottfried Heinrich Bach (1724–1763)          | Gottfried Heinrich Bach (1724–1763)          | Gottfried Heinrich Bach (1724–1763)          | Gottfried Heinrich Bach (1724–1763)          |  |  | Johann Christoph Friedrich Bach (1732–1795)  | Johann Christoph Friedrich Bach (1732–1795)  | Johann Christoph Friedrich Bach (1732–1795)  | Johann Christoph Friedrich Bach (1732–1795)  | Johann Christoph Friedrich Bach (1732–1795)  | Johann Christoph Friedrich Bach (1732–1795)  |                            |                            | Lucia Elisabeth Münchhausen (1728–1803) | Lucia Elisabeth Münchhausen (1728–1803) | Lucia Elisabeth Münchhausen (1728–1803) | Lucia Elisabeth Münchhausen (1728–1803) | Lucia Elisabeth Münchhausen (1728–1803) | Lucia Elisabeth Münchhausen (1728–1803) |  |  | Johann Christian Bach (1735–1782)  | Johann Christian Bach (1735–1782)  | Johann Christian Bach (1735–1782)  | Johann Christian Bach (1735–1782)  | Johann Christian Bach (1735–1782)  | Johann Christian Bach (1735–1782)  |  |  | Elisabeth Juliane Friederica (1726–1781) | Elisabeth Juliane Friederica (1726–1781) | Elisabeth Juliane Friederica (1726–1781) | Elisabeth Juliane Friederica (1726–1781) | Elisabeth Juliane Friederica (1726–1781) | Elisabeth Juliane Friederica (1726–1781) |                                        |                                        | Johann Christoph Altnikol (1720–1759)  | Johann Christoph Altnikol (1720–1759)  | Johann Christoph Altnikol (1720–1759) | Johann Christoph Altnikol (1720–1759) | Johann Christoph Altnikol (1720–1759) | Johann Christoph Altnikol (1720–1759) |  |  | Johanna Carolina (1737–1781) | Johanna Carolina (1737–1781) | Johanna Carolina (1737–1781) | Johanna Carolina (1737–1781) | Johanna Carolina (1737–1781) | Johanna Carolina (1737–1781) |  |  | Regina Susanna (1742–1809) | Regina Susanna (1742–1809) | Regina Susanna (1742–1809) | Regina Susanna (1742–1809) | Regina Susanna (1742–1809) | Regina Susanna (1742–1809) |  |  |  |  |  |  |
|  |  |                                  |                                  |                                  |                                  |                                  |                                  |  |  |  |  |  |  |                                     |                                     |                                     |                                     |                                     |                                     |                           |                           |                                       |                                       |                                       |                                       |                                       |                                       |  |  |                                              |                                              |                                              |                                              |                                              |                                              |  |  |                                              |                                              |                                              |                                              |                                              |                                              |                            |                            |                                         |                                         |                                         |                                         |                                         |                                         |  |  |                                    |                                    |                                    |                                    |                                    |                                    |  |  |                                          |                                          |                                          |                                          |                                          |                                          |                                        |                                        |                                        |                                        |                                       |                                       |                                       |                                       |  |  |                              |                              |                              |                              |                              |                              |  |  |                            |                            |                            |                            |                            |                            |  |  |  |  |  |  |
|  |  |                                  |                                  |                                  |                                  |                                  |                                  |  |  |  |  |  |  |                                     |                                     |                                     |                                     |                                     |                                     |                           |                           |                                       |                                       |                                       |                                       |                                       |                                       |  |  |                                              |                                              |                                              |                                              |                                              |                                              |  |  |                                              |                                              |                                              |                                              |                                              |                                              |                            |                            |                                         |                                         |                                         |                                         |                                         |                                         |  |  |                                    |                                    |                                    |                                    |                                    |                                    |  |  |                                          |                                          |                                          |                                          |                                          |                                          |                                        |                                        |                                        |                                        |                                       |                                       |                                       |                                       |  |  |                              |                              |                              |                              |                              |                              |  |  |                            |                            |                            |                            |                            |                            |  |  |  |  |  |  |
|  |  | Johann Georg Bach I (1751-1797)  | Johann Georg Bach I (1751-1797)  | Johann Georg Bach I (1751-1797)  | Johann Georg Bach I (1751-1797)  | Johann Georg Bach I (1751-1797)  | Johann Georg Bach I (1751-1797)  |  |  |  |  |  |  |                                     |                                     |                                     |                                     |                                     |                                     |                           |                           | Johann Sebastian Bach (1748–1778)     | Johann Sebastian Bach (1748–1778)     | Johann Sebastian Bach (1748–1778)     | Johann Sebastian Bach (1748–1778)     | Johann Sebastian Bach (1748–1778)     | Johann Sebastian Bach (1748–1778)     |  |  | Anna Philippiana Friederica Bach (1755–1804) | Anna Philippiana Friederica Bach (1755–1804) | Anna Philippiana Friederica Bach (1755–1804) | Anna Philippiana Friederica Bach (1755–1804) | Anna Philippiana Friederica Bach (1755–1804) | Anna Philippiana Friederica Bach (1755–1804) |  |  | Wilhelm Friedrich Ernst Bach (1759–1845)     | Wilhelm Friedrich Ernst Bach (1759–1845)     | Wilhelm Friedrich Ernst Bach (1759–1845)     | Wilhelm Friedrich Ernst Bach (1759–1845)     | Wilhelm Friedrich Ernst Bach (1759–1845)     | Wilhelm Friedrich Ernst Bach (1759–1845)     |                            |                            | Charlotte Philippina Elerdt (1780–1801) | Charlotte Philippina Elerdt (1780–1801) | Charlotte Philippina Elerdt (1780–1801) | Charlotte Philippina Elerdt (1780–1801) | Charlotte Philippina Elerdt (1780–1801) | Charlotte Philippina Elerdt (1780–1801) |  |  | Christina Luise Bach (d. 1852)     | Christina Luise Bach (d. 1852)     | Christina Luise Bach (d. 1852)     | Christina Luise Bach (d. 1852)     | Christina Luise Bach (d. 1852)     | Christina Luise Bach (d. 1852)     |  |  |                                          |                                          |                                          |                                          | Johann Sebastian Altnickol (1749–1749)   | Johann Sebastian Altnickol (1749–1749)   | Johann Sebastian Altnickol (1749–1749) | Johann Sebastian Altnickol (1749–1749) | Johann Sebastian Altnickol (1749–1749) | Johann Sebastian Altnickol (1749–1749) |                                       |                                       |                                       |                                       |  |  |                              |                              |                              |                              |                              |                              |  |  |                            |                            |                            |                            |                            |                            |  |  |  |  |  |  |
|  |  | Johann Georg Bach I (1751-1797)  | Johann Georg Bach I (1751-1797)  | Johann Georg Bach I (1751-1797)  | Johann Georg Bach I (1751-1797)  | Johann Georg Bach I (1751-1797)  | Johann Georg Bach I (1751-1797)  |  |  |  |  |  |  |                                     |                                     |                                     |                                     |                                     |                                     |                           |                           | Johann Sebastian Bach (1748–1778)     | Johann Sebastian Bach (1748–1778)     | Johann Sebastian Bach (1748–1778)     | Johann Sebastian Bach (1748–1778)     | Johann Sebastian Bach (1748–1778)     | Johann Sebastian Bach (1748–1778)     |  |  | Anna Philippiana Friederica Bach (1755–1804) | Anna Philippiana Friederica Bach (1755–1804) | Anna Philippiana Friederica Bach (1755–1804) | Anna Philippiana Friederica Bach (1755–1804) | Anna Philippiana Friederica Bach (1755–1804) | Anna Philippiana Friederica Bach (1755–1804) |  |  | Wilhelm Friedrich Ernst Bach (1759–1845)     | Wilhelm Friedrich Ernst Bach (1759–1845)     | Wilhelm Friedrich Ernst Bach (1759–1845)     | Wilhelm Friedrich Ernst Bach (1759–1845)     | Wilhelm Friedrich Ernst Bach (1759–1845)     | Wilhelm Friedrich Ernst Bach (1759–1845)     |                            |                            | Charlotte Philippina Elerdt (1780–1801) | Charlotte Philippina Elerdt (1780–1801) | Charlotte Philippina Elerdt (1780–1801) | Charlotte Philippina Elerdt (1780–1801) | Charlotte Philippina Elerdt (1780–1801) | Charlotte Philippina Elerdt (1780–1801) |  |  | Christina Luise Bach (d. 1852)     | Christina Luise Bach (d. 1852)     | Christina Luise Bach (d. 1852)     | Christina Luise Bach (d. 1852)     | Christina Luise Bach (d. 1852)     | Christina Luise Bach (d. 1852)     |  |  |                                          |                                          |                                          |                                          | Johann Sebastian Altnickol (1749–1749)   | Johann Sebastian Altnickol (1749–1749)   | Johann Sebastian Altnickol (1749–1749) | Johann Sebastian Altnickol (1749–1749) | Johann Sebastian Altnickol (1749–1749) | Johann Sebastian Altnickol (1749–1749) |                                       |                                       |                                       |                                       |  |  |                              |                              |                              |                              |                              |                              |  |  |                            |                            |                            |                            |                            |                            |  |  |  |  |  |  |
|  |  |                                  |                                  |                                  |                                  |                                  |                                  |  |  |  |  |  |  |                                     |                                     |                                     |                                     |                                     |                                     |                           |                           |                                       |                                       |                                       |                                       |                                       |                                       |  |  |                                              |                                              |                                              |                                              |                                              |                                              |  |  |                                              |                                              |                                              |                                              |                                              |                                              |                            |                            |                                         |                                         |                                         |                                         |                                         |                                         |  |  |                                    |                                    |                                    |                                    |                                    |                                    |  |  |                                          |                                          |                                          |                                          |                                          |                                          |                                        |                                        |                                        |                                        |                                       |                                       |                                       |                                       |  |  |                              |                              |                              |                              |                              |                              |  |  |                            |                            |                            |                            |                            |                            |  |  |  |  |  |  |
|  |  |                                  |                                  |                                  |                                  |                                  |                                  |  |  |  |  |  |  |                                     |                                     |                                     |                                     |                                     |                                     |                           |                           |                                       |                                       |                                       |                                       |                                       |                                       |  |  |                                              |                                              |                                              |                                              |                                              |                                              |  |  |                                              |                                              |                                              |                                              |                                              |                                              |                            |                            |                                         |                                         |                                         |                                         |                                         |                                         |  |  |                                    |                                    |                                    |                                    |                                    |                                    |  |  |                                          |                                          |                                          |                                          |                                          |                                          |                                        |                                        |                                        |                                        |                                       |                                       |                                       |                                       |  |  |                              |                              |                              |                              |                              |                              |  |  |                            |                            |                            |                            |                            |                            |  |  |  |  |  |  |
|  |  |                                  |                                  |                                  |                                  |                                  |                                  |  |  |  |  |  |  |                                     |                                     |                                     |                                     |                                     |                                     |                           |                           |                                       |                                       |                                       |                                       |                                       |                                       |  |  | Ludwig Albrecht Hermann Ritter               | Ludwig Albrecht Hermann Ritter               | Ludwig Albrecht Hermann Ritter               | Ludwig Albrecht Hermann Ritter               | Ludwig Albrecht Hermann Ritter               | Ludwig Albrecht Hermann Ritter               |  |  | Carolina Augusta Wilhelmine Bach (1800–1871) | Carolina Augusta Wilhelmine Bach (1800–1871) | Carolina Augusta Wilhelmine Bach (1800–1871) | Carolina Augusta Wilhelmine Bach (1800–1871) | Carolina Augusta Wilhelmine Bach (1800–1871) | Carolina Augusta Wilhelmine Bach (1800–1871) |                            |                            | Juliane Friederica (b. 1800)            | Juliane Friederica (b. 1800)            | Juliane Friederica (b. 1800)            | Juliane Friederica (b. 1800)            | Juliane Friederica (b. 1800)            | Juliane Friederica (b. 1800)            |  |  |                                    |                                    |                                    |                                    |                                    |                                    |  |  |                                          |                                          |                                          |                                          |                                          |                                          |                                        |                                        |                                        |                                        |                                       |                                       |                                       |                                       |  |  |                              |                              |                              |                              |                              |                              |  |  |                            |                            |                            |                            |                            |                            |  |  |  |  |  |  |
|  |  |                                  |                                  |                                  |                                  |                                  |                                  |  |  |  |  |  |  |                                     |                                     |                                     |                                     |                                     |                                     |                           |                           |                                       |                                       |                                       |                                       |                                       |                                       |  |  | Ludwig Albrecht Hermann Ritter               | Ludwig Albrecht Hermann Ritter               | Ludwig Albrecht Hermann Ritter               | Ludwig Albrecht Hermann Ritter               | Ludwig Albrecht Hermann Ritter               | Ludwig Albrecht Hermann Ritter               |  |  | Carolina Augusta Wilhelmine Bach (1800–1871) | Carolina Augusta Wilhelmine Bach (1800–1871) | Carolina Augusta Wilhelmine Bach (1800–1871) | Carolina Augusta Wilhelmine Bach (1800–1871) | Carolina Augusta Wilhelmine Bach (1800–1871) | Carolina Augusta Wilhelmine Bach (1800–1871) |                            |                            | Juliane Friederica (b. 1800)            | Juliane Friederica (b. 1800)            | Juliane Friederica (b. 1800)            | Juliane Friederica (b. 1800)            | Juliane Friederica (b. 1800)            | Juliane Friederica (b. 1800)            |  |  |                                    |                                    |                                    |                                    |                                    |                                    |  |  |                                          |                                          |                                          |                                          |                                          |                                          |                                        |                                        |                                        |                                        |                                       |                                       |                                       |                                       |  |  |                              |                              |                              |                              |                              |                              |  |  |                            |                            |                            |                            |                            |                            |  |  |  |  |  |  |

## Tableau généalogique complet
Dans le tableau ci-dessous, les enfants morts de façon certaine avant l'âge de 10 ans sont en italique.
- Veit Bach (? - mort avant 1578) — aïeul fondateur ; meunier et musicien à Wechmar. Il jouait du cistre.
  - Lips Bach (né en 1552 à Wechmar - mort peut-être en 1620)
    - Wfinel Bach (né à Grossenbehringen en 1570 - mort après 1641)
      - Margaretha Bach (née à Grossenbehringen en 1617 - décédée après 1641)
      - Wfinel Bach (né à Grossenbehringen en 1619 - ?)
      - Valtin Bach (né à Grossenbehringen en 1622 - ?)
      - Wfinel Bach: sa filiation est empreinte de doutes (né à Grossenbehringen en 1629 - mort à Wolfsbehringen le 18 décembre 1682)
        - Johann Jacob Bach I (né à Wolfsbehringen le 13 septembre 1655 - mort à Ruhla le 11 décembre 1718)
          - Johann Ludwig Bach (né à Eisenach le 4 février 1677 - enterré à Meiningen le 1er mai 1731)
            - Samuel Anton Jacob Bach (baptisé à Meiningen le 26 avril 1713 - mort à Meiningen le 29 mars 1781)
            - Gottlieb Friedrich Bach (né à Meiningen le 10 septembre 1714 - mort à Meiningen le 25 février 1785)
              - Johann Philipp Bach (né à Meiningen le 5 août 1752 - mort à Meiningen le 2 novembre 1846)
                - Johanne Bach (née à Meiningen - morte en bas âge)
                - Juliane Bach (née à Meiningen - ?)
                - Ludwig Bach (né à Meiningen en 1805 - mort à Meiningen en 1807)
                - Eduard Bach (né à Meiningen en 1813 - mort à Meiningen en 1814)
                - Friedrich Carl Eduard Bach (né à Meiningen le 14 janvier 1815 - mort à Cobourg le 23 juillet 1903)
                  - Bernhard Bach (né en 1858 - mort en 1931)
                  - Joseph August Bach (né en 1862 - mort en 1940)
                  - Marie Louise Emilie Bach (née en 1868 - ?)
                  - Karl Bernhard Paul Bach (né à Bad Liebenstein le 22 mars 1878 - mort à Ebersbach en janvier 1968)

                - Amalie Bach (née à Meiningen - morte en bas âge)
                - Rosalie Bach (née à Meiningen - ?)

              - Samuel Friedrich Bach (né à Meiningen le 5 avril 1755 - mort en 1841)
              - Antoinette Ernestine Caroline Bach (née à Meiningen le 13 mars 1757 - ?)
              - Gottlieb Bernhard Bach (né à Meiningen le 6 février 1762 - mort en 1819)

            - Friederica Dorothea Jacobina Bach (née à Meiningen le 22 novembre 1715 - ?)
            - Elisabeth Ernestina Antonia Bach (née à Meiningen le 10 octobre 1719 - ?)
            - Friederica Wilhelmina Bach (née à Meiningen le 5 avril 1721 - morte à Meiningen le 16 décembre 1798)

          - Nicolaus Ephraim Bach (né à Wasungen le 24 novembre 1690 - mort à Gandersheim le 12 août 1760)
            - Ernst Heinrich Ephraim Bach (né à Gandersheim le 2 août 1756 - ?)
            - Sophie Sybille Anastasia Bach (née à Gandersheim le 21 octobre 1758 - ?)

          - Christiane Johanna Bach (baptisée à Wasungen le 6 février 1693 - enterrée à Wasungen le 13 février 1693)
          - Anna Christiane Bach (baptisée à Wasungen le 15 décembre 1693 - enterrée à Wasungen le 2 janvier 1694)
          - Judith Elisabeth Bach (née à Ruhla en 1695 - ?)
          - Margarethe Bach (née à Ruhla le 21 mai 1696 - ?)
          - Johann Jacob Bach (né à Ruhla le 27 août 1699 - ?)
          - Georg Michael Bach (né à Ruhla le 27 septembre 1703 - mort à Halle-sur-Saale le 18 février 1771)
            - Johann Christian Bach (né à Halle le 23 juillet 1743 - mort à Halle le 20 juin 1814)

          - Johann Georg Bach (né à Ruhla 16 décembre 1705 - mort à Ruhla le 3 novembre 1786)
          - « Budenelse » (né à Ruhla le 7 mai 1714 - mort à Ruhla)

    - Andreas Bach (né peut-être à Suhl en 1587 - mort à Themar le 21 avril 1637)
      - Johann Bach (né à Themar en 1621 - mort à Lehnstedt le 12 septembre 1686)
        - Johannes Poppo Bach (baptisé à Ilmenau le 23 août 1659 - mort à Lehnstedt le 21 juin 1738)
        - Catharina Margaretha Bach (née à Ilmenau en 1663 - ?)
        - Johann Stephan Bach (né à Ilmenau en 1664 - mort à Brunswich le 10 janvier 1717)
          - Johann Albrecht (né à Brunswich en 1703 - ?)
          - Juliana Elisabeth Bach (née à Brunswich en 1705 - ?)
          - Eberhart Christian Bach (né à Brunswich en 1709 - ?)

        - Johann Daniel Bach (né à Ilmenau le 17 juillet 1665 - ?)
        - Johann Georg Bach (né à Ilmenau le 12 avril 1668 - ?)
        - Friedrich Salomon Bach (né à Ilmenau le 16 juin 1669 - ?)
        - Elisabeth Dorothea Bach (née à Ilmenau le 19 décembre 1675 - ?)

      - Elisabeth Bach (née à Themar le 1er février 1624 - ?)
      - Johannes Bach (né à Themar en 1625 - ?)

    - Lips Bach (né à Wechmar en 1590 - mort à Wolfsbehringen le 10 octobre 1620) souvent confondu avec son père, Lips également, mort la même année.

  - Johannes "Hans" Bach (né à Wechmar vers 1549-50 - mort à Wechmar le 26 décembre 1626). Branche de laquelle émergera Johann Sebastian Bach
    - Johann Bach (né le 26 novembre 1604 à Wechmar - enterré à Erfurt le 13 mai 1673) — La branche d'Erfurt (Erfurter Linie)
      - Inconnu (né et mort à Erfurt en 1637)
      - Johann Heinrich Bach (baptisé à Erfurt le 7 mai 1639 - enterré à Erfurt le 6 août 1639
      - Johann Christian Bach I (baptisé à Erfurt le 17 août 1640 - enterré à Erfurt le 1er juillet 1682)
        - Johann Jacob Bach II (né à Erfurt le 12 août 1668 - enterré à Eisenach le 29 avril 1692)
        - Johann Christian Bach (baptisé à Erfurt le 5 mars 1671 - enterré à Erfurt le 13 décembre 1671)
        - Johann Christoph Bach IV (né à Erfurt le 11 janvier 1673 - mort à Gehren le 30 juillet 1727)
          - Johann Samuel Bach (né à Niederzimmren le 4 juin 1694 - mort le 1er juillet 1720)
          - Johann Christian Bach II (né à Unterzimmern en 1696 - mort jeune en ?)
          - Barbara Elisabeth Bach (née à Gehren le 19 juillet 1700 - ?)
          - Johann Günther Bach II (né à Gehren le 4 avril 1703 - enterré à Erfurt le 24 octobre 1756)
          - Johann Christoph Bach (né à Gehren le 18 février 1708 - mort à Gehren le 16 mars 1721)

        - Anna Margarithe Bach (baptisée à Erfurt le 7 novembre 1675 - ?)
        - Anna Dorothea Bach (baptisée à Erfurt le 14 mai 1680 - ?)
        - Anna Sophia Bach (baptisée à Erfurt le 15 mai 1681 - ?)
        - Johann Christian Bach (baptisé à Erfurt le 16 octobre 1682 - enterré à Erfurt le 18 juin 1683)

      - Johann Heinrich Bach (baptisé à Erfurt le 9 octobre 1642 - enterré à Erfurt le 15 septembre 1644)
      - Johann Aegidius Bach I (né à Erfurt le 9 février 1645 - enterré à Erfurt le 22 novembre 1716)
        - Johann Christoph Bach (baptisé à Erfurt le 4 avril 1675 - ?)
        - Johann Bernhard Bach I (né à Erfurt le 23 novembre 1676 - mort à Eisenach le 11 juin 1749)
          - Carolina Amalia Bach (née à Eisenach le 13 mai 1717 - ?)
          - Wilhelm Heinrich Bach (né à Eisenach le 11 octobre 1719 - ?)
          - Johann Ernst Bach (baptisé à Eisenach le 30 janvier 1722 - enterré à Eisenach le 3 septembre 1777)
            - Johann Georg Bach I (né à Eisenach le 30 septembre 1751 - mort à Eisenach le 12 avril 1797)
              - Philipp Ernst Christian Bach (né à Eisenach le 8 juin 1785 - mort à Eisenach le 29 mars 1840)
                - Carl Christian Leonhardt Bach (né à Eisenach le 30 janvier 1811 - mort à Eisenach le 14 décembre 1881)
                - Wilhelm Amandus Bach (né à Eisenach le 12 février 1822 - ?)
                - Carl Volkmar Bach (né à Eisenach le 2 janvier 1830 - mort à Eisenach le 9 septembre 1910)

              - Friederika Christina Bach (baptisée à Eisenach le 26 décembre 1783 - morte à Eisenach le 16 novembre 1857)
              - Christiane Marianne Friederique Bach (baptisée à Eisenach le 19 août 1789 - morte à Grossmolsen le 16 octobre 1846)
              - Christiane Charlotte Friederique Bach (baptisée à Eisenach le 2 juin 1793 - morte à Eisenach le 22 mars 1866)

        - Johann Kaspar Bach (baptisé à Erfurt le 9 juin 1678 - ?)
        - Johann Georg Bach (baptisé à Erfurt le 8 janvier 1680 - ?)
        - Martha Hedwig Bach (baptisée à Erfurt le 3 janvier 1683 - ?)
        - Johann Christoph Bach VI (né à Erfurt le 15 août 1685 - enterré à Erfurt le 15 mai 1740)
          - Johann Friedrich Bach II (baptisé à Erfurt le 22 octobre 1706 - enterré à Andisleben le 30 mai 1743)
            - Une fille (née à Andisleben en 1726 - ?)
            - Une fille (née à Andisleben en 1731 - ?)
            - Johann Friedrich Bach (né à Andisleben le 11 septembre 1731 - mort en 1731)
            - Johann Christoph Bach (né à Andisleben le 17 septembre 1736 - mort en 1808)
            - Une fille (née à Andisleben en 1742 - ?)

          - Johann Aegidius Bach II (baptisé à Erfurt le 4 août 1709 - mort à Grossmonra le 17 mai 1746)
          - Un inconnu (né à Erfurt - enterré à Erfurt le 19 septembre 1719)
          - Marie Rebekka Bach (baptisée à Erfurt le 18 février 1721 - ?)
          - Marie Dorothee Bach (baptisée à Erfurt le 28 juillet 1722 - ?)
          - Anna Christine bach (baptisée à Erfurt le 28 mars 1724 - ?)
          - Wilhelm Hieronymus Bach (baptisé à Erfurt le 4 mai 1730 - mort en 1754)

        - Martha Katharina Bach (baptisée à Erfurt le 8 octobre 1688 - ?)
        - Dorothea Eva Bach (baptisée à Erfurt le 12 janvier 1691 - ?)
        - Marie Bach (baptisée à Erfurt le 14 décembre 1693 - ?)

      - Eva Marie Bach (baptisée à Erfurt le 4 février 1648 - enterrée à Erfurt le 3 juillet 1648)
      - Johann Jacob Bach (baptisé à Erfurt le 24 avril 1650 - mort à ? après le 5 novembre 1686)
      - Johann Nicolaus Bach I (né à Erfurt le 3 février 1653 - enterré à Erfurt le 30 juillet 1682)
      - Anna Elisabeth Bach (baptisée à Erfurt le 22 mars 1655 - ?)
      - Johann Georg Bach (baptisé à Erfurt le 23 juillet 1657 - enterré à Erfurt le 27 mars 1659)
      - Martha Hedwig Bach (baptisée à Erfurt le 22 décembre 1661 - morte en 1707)

    - Christoph Bach (né à Wechmar le 19 avril 1613 - mort à Arnstadt le 12 septembre 1661)
      - Georg Christoph Bach (né à Erfurt le 6 septembre 1642 - mort à Schweinfurt le 24 avril 1697)
        - Johann Valentin Bach (né à Themar le 6 janvier 1669 - mort à Schweinfurt le 12 août 1720)
          - Johann Lorenz Bach (né à Schweinfurt le 10 septembre 1695 - mort à Lahm le 14 décembre 1773)
            - Dorothea Catharina Bach (née à Lahm en 1720 - morte à Lahm en 1720)
            - Anna Barbara Bach (née à Lahm en 1721 - morte à Lahm en 1772)
            - Dorothea Christina Bach (née à Lahm en 1723 - morte à Lahm en 1725)
            - Florina Sophie Bach (née à Lahm en 1726 - morte à Lahm en 1737)
            - Antoinette Elisabeth Bach (née à Lahm en 1729 - morte à Lahm après 1757)

          - Johann Elias Bach (né à Schweinfurt le 12 février 1705 - mort à Schweinfurt le 30 novembre 1755)
            - Johanna Elisabeth Bach (baptisée à Schweinfurt le 26 décembre - ?)
            - Friedrich Adam Bach (né à Schweinfurt le 5 septembre 1752 - mort à Schweinfurt le 2 mars 1815)
            - Johann Michael Bach (né à Schweinfurt le 10 septembre 1753 - mort en 1820)
            - Simon Friedrich Bach (né à Schweinfurt le 18 mars 1755 - mort à Schweinfurt le 2 mai 1799)

          - Johann Heinrich Bach (né à Schweinfurt le 27 janvier 1711 - ?)
          - Un inconnu

        - Maria Juditha Bach (baptisée à Themar le 24 septembre 1670 - enterrée à Themar le 12 mai 1682)
        - Anna Sybilla Bach (baptisée à Themar le 30 juillet 1672 - ?)
        - Johann Ernst Bach (baptisé à Themar le 19 mars 1674 - enterré à Themar le 19 février 1675)
        - Johannes Matthaüs Bach (baptisé à Themar le 6 janvier 1676 - enterré à Themar le 5 mai 1676)
        - Justina Maria Bach (née à Themar le 3 avril 1679 - enterrée à Themar le 22 juillet 1678)
        - Johannes Christian Bach (baptisé à Themar le 15 mars 1679 - mort à Themar le 16 juin 1707)
        - Maria Elisabeth Bach (baptisée à Themar le 1er octobre 1680 - enterrée à Themar le 7 juillet 1681)
        - Johanna Elisabeth Bach (baptisée à Themar le 23 mars 1682 - ?)
        - Johann Georg Bach (né à Themar le 9 novembre 1683 - mort à Weikersheim le 13 mars 1713)
          - Johann Ludovicus Bach (né à Weikersheim en 1708 - mort à Weikersheim en 1710)
          - Maria Helena Bach (née à Weikersheim en 1711 - morte à Weikersheim en 1713)
          - Sophia Margareta Bach (né à Weikersheim en 1713 - morte à Weikersheim en 1713)

      - Johann Christoph Bach II (né à Erfurt le 22 février 1645 - mort à Arnstadt le 28 août 1693)
        - Barbara Catharina Bach (baptisée à Arnstadt le 14 mai 1680 - morte à Arnstadt le 22 janvier 1709)
        - Anna Martha Bach (baptisée à Arnstadt le 18 avril 1682 - enterrée à Arnstadt le 23 juillet 1682)
        - Johann Ernst Bach (né à Arnstadt le 5 août 1683 - mort à Arnstadt le 21 mars 1739)
          - Anna Susanna Maria Bach (née à Arnstadt le 19 novembre 1721 - morte à Arnstadt le 24 mai 1792)
          - Christiane Maria Bach (née à Arnstadt le 25 mars 1727 - enterrée à Arnstadt le 24 mai 1733)
          - Sophie Eleonore Bach (née à Arnstadt le 28 février 1729 - enterrée à Arnstadt le 10 avril 1730)
          - Katharina Elisabeth Bach (née à Arnstadt le 16 avril 1734 - ?)
          - Christian Friedrich Bach (né à Arnstadt le 10 mai 1737 - ?)

        - Johann Heinrich Bach (baptisé à Arnstadt le 3 décembre 1686 - enterré à Arnstadt le 12 décembre 1686)
        - Johann Christoph Bach (né à Arnstadt le 13 septembre 1689 - mort à Blankenhaim le 26 février 1740)
        - Johann Andreas Bach (baptisé à Arnstadt le 8 mai 1692 - enterré à Arnstadt le 6 avril 1694)

      - Johann Ambrosius Bach (né à Erfurt le 22 février 1645 - mort à Eisenach le 20 février 1695)
        - Johann Rudolf Bach (baptisé à Erfurt le 19 janvier 1670 - enterré à Erfurt le 17 juillet 1670)
        - Johann Christoph Bach III (né à Erfurt le 16 juin 1671 - mort à Ohrdruf le 22 février 1721)
          - Tobias Friedrich Bach (né à Ohrdruf le 21 juillet 1695 - mort à Udestedt le 1er juillet 1768)
          - Christina Sophie Bach (née à Ohrdruf le 28 août 1697 - morte à Ohrdruf le 15 mars 1757)
          - Johann Bernhard Bach (né à Ohrdruf le 24 novembre 1700 - mort à Ohrdruf le 12 juin 1743)
          - Johann Christoph Bach (né à Ohrdruf le 12 novembre 1734 - mort à Ohrdruf le 2 novembre 1756)
            - Philipp Christian Georg Bach (né à Ohrdruf le 5 avril 1702 - mort à Wernigshausen le 18 août 1809)
            - Ernst Carl Gottfried Bach (né à Ohrdruf le 12 janvier 1738 - mort à Ohrdruf le 21 juillet 1801)
              - Ernst Carl Christian Bach (né à Ohrdruf le 8 juin 1785 - mort à Ohrdruf le 26 juin 1859)

            - Ernst Christian Bach (né à Ohrdruf le 28 septembre 1747 - mort à Wechmar le 29 septembre 1822)

          - Johanna Maria Bach (née à Ohrdruf le 29 mars 1705 - morte à Ohrdruf le 21 mai 1742)
          - Johann Heinrich Bach (né à Ohrdruf le 4 août 1707 - mort à Oehringen le 20 mai 1783)
          - Magdalena Elisabeth Bach (née à Ohrdruf le 26 septembre 1710 - ?)
          - Johann Sebastian Bach (né à Ohrdruf le 7 septembre 1713 - mort à Ohrdruf le 5 novembre 1713)
          - Johann Andreas Bach jumeau du précédent (né à Ohrdruf le 7 septembre 1713 - mort le 25 octobre 1779)
            - Johann Christian Carl Bach (né à Ohrdruf le 1er novembre 1744 - mort à Ohrdruf le 8 juillet 1755)
            - Johann Christoph Georg Bach (né à Ohrdruf le 8 mai 1747 - mort à Ohrdruf le 30 décembre 1814)
            - Maria Sophia Elisabeth Bach (née à Ohrdruf le 28 octobre 1749 - morte à Ohrdruf le 26 juin 1788)
            - Johann Christoph Heinrich (né à Ohrdruf le 26 juin 1755 - mort à Ohrdruf le 2 septembre 1755)

        - Johann Balthasar Bach (baptisé à Eisenach le 6 mars 1673 - enterré à Eisenach le 5 avril 1691)
        - Johann Jonas Bach (né à Eisenach le 3 janvier 1675 - enterré à Eisenach le 22 mai 1685)
        - Maria Salome Bach (née à Eisenach le 29 mai 1677 - morte à Erfurt le 27 décembre 1728)
        - Johanna Juditha Bach (née à Eisenach le 26 janvier 1680 - enterrée à Eisenach le 3 mai 1686)
        - Johann Jacob Bach III (baptisé à Eisenach le 11 février 1682 - mort à Stockholm le 16 avril 1722)
        - Johann Sebastian Bach (1685-1750) — marié en premières noces (1707) à sa cousine de second degré Maria Barbara Bach (1684-1720); en secondes noces (1721) à Anna Magdalena Wilcke (1701-1760)
          - Catharina Dorothea Bach (baptisée à Weimar le 29 décembre 1708 - morte à Leipzig le 14 janvier 1774)
          - Wilhelm Friedemann Bach (né à Weimar le 22 novembre 1710 - mort à Berlin le 1er juillet 1784) — le « Bach de Dresde » ou « Hallesche Bach »
            - Wilhelm Adolph Bach (né à Halle le 10 janvier 1752 - mort à Halle le 20 novembre 1752)
            - Gotthilf Wilhelm Bach (né à Halle le 30 juillet 1754 - mort à Halle le 16 janvier 1756)
            - Friederike Sophie Bach (née à Halle le 7 février 1757 - morte à Berlin en 1797)
              - Sophie Dorothea Schmidt (née à Berlin le 5 février 1793 - ?)
              - Sophie Friederike Schmidt (née à Berlin le 30 mars 1797 - ?)

          - Johann Christoph Bach (né à Weimar le 23 février 1713 - mort à Weimar le même jour)
          - Maria Sophia Bach (sa jumelle) (née à Weimar le 23 février 1713 - morte à Weimar le même jour)
          - Carl Philipp Emanuel Bach (né à Weimar le 8 mars 1714 - mort à Hambourg le 14 décembre 1788) — le « Bach Hambourgeois » ou « Berlinois »
            - Johann August Bach (baptisé à Berlin le 10 décembre 1745 - mort à Hambourg le 25 avril 1789)
            - Anna Carolina Philippina Bach (née à Berlin le 4 septembre 1747 - morte à Hambourg le 2 août 1804)
            - Johann Sebastian Bach (baptisé à Berlin le 26 septembre 1748 - mort à Rome le 11 septembre 1778)

          - Johann Gottfried Bernhard Bach (né à Weimar le 11 mai 1715 - mort à Iéna le 27 mai 1739)
          - Leopold Augustus Bach (né à Köthen le 15 novembre 1718 - enterré à Köthen le 28 septembre 1719)
          - Christiana Sophia Henrietta Bach (née à Leipzig au printemps 1723 - morte à Leipzig le 29 juin 1726)
          - Gottfried Heinrich Bach (né à Leipzig le 26 février 1724 - enterré à Naumburg le 12 février 1763)
          - Christian Gottlieb Bach (baptisé à Leipzig le 14 avril 1725 - mort à Leipzig le 21 septembre 1728)
          - Elisabeth Juliana Friederica Bach (baptisée à Leipzig le 5 avril 1726 - morte à Leipzig le 24 août 1781)
          - Ernestus Andreas Bach (baptisé à Leipzig le 30 octobre 1727 - mort à Leipzig le 1er novembre 1727)
          - Regina Johanna Bach (baptisée à Leipzig le 10 octobre 1728 - morte à Leipzig le 25 avril 1733)
          - Christiana Benedicta Bach (baptisée à Leipzig le 1er janvier 1730 - morte à Leipzig le 4 janvier 1730)
          - Christiana Dorothea Bach (baptisée à Leipzig le 18 mars 1731 - morte à Leipzig le 31 août 1732)
          - Johann Christoph Friedrich Bach (né à Leipzig le 21 juin 1732 - mort à Bückeburg le 26 janvier 1795) — le « Bach de Bückeburg »
            - Anna Philippine Friederica Bach (baptisée à Bückeburg le 7 octobre 1755 - morte à Bückeburg le 23 août 1804)
            - Wilhelm Friedrich Ernst Bach (baptisé à Bückeburg le 27 mai 1759 - mort à Berlin le 25 décembre 1845)
              - Caroline Auguste Wilhelmine Bach (née à Berlin le 14 décembre 1800 - morte à Berlin le 13 mai 1871)
              - Juliane Friederica Ernestina Bach (née à Berlin le 8 septembre 1801 - morte à Berlin le 28 octobre 1807)
              - Auguste Wilhelmine Bach (née à Berlin le 6 décembre 1805 - morte à Neustadt-Eberswalde le 12 février 1858)
              - Friedrich Wilhelm Ludwig Bach (né à Berlin le 10 novembre 1807 - mort à Berlin le 26 août 1808)

            - Ludolf Anton Bach (baptisé à Bückeburg le 23 août 1761 - enterré à Bückeburg le 16 août 1763)
            - Christiane Louisa Bach (baptisée à Bückeburg le 26 septembre 1762 - morte à Bückeburg le 7 octobre 1852)
            - Carolina Wilhelmina Bach (baptisée à Bückeburg le 3 février 1765 - morte à ? avant 1852)
            - Eleonora Charlotta Ernestina Bach (baptisée à Bückeburg le 6 mai 1767 - enterrée à Bückeburg le 5 janvier 1779)
            - Friedrich August Bach (baptisé à Bückeburg le 27 janvier 1769 - enterré à Bückeburg le 23 mai 1772)
            - Ludolf Emanuel Bach (baptisé à Bückeburg le 3 février 1771 - enterré à Bückeburg le 2 janvier 1773)
            - Dorothea Charlotta Magdalena Bach (née à Bückeburg le 16 septembre 1772 - morte à Bückeburg le 21 novembre 1793)

          - Johann August Abraham Bach (baptisé à Leipzig le 5 novembre 1733 - mort à Leipzig le 6 novembre 1733)
          - Johann Christian Bach III (né à Leipzig le 5 septembre 1735 - mort à Londres le 1er janvier 1782) — le « Bach Milanais » ou « Londonien »
          - Johanna Carolina Bach (baptisée à Leipzig le 30 octobre 1737 - morte à Leipzig le 18 août 1781)
          - Regina Susanna Bach (baptisée à Leipzig le 22 février 1742 - morte à Leipzig le 14 décembre 1809

      - Johann Jacob Bach (baptisé à Erfurt le 25 septembre 1647 - enterré à Erfurt le 16 avril 1653)
      - Barbara Maria Bach (baptisée à Erfurt le 2 mai 1651 - enterrée à Erfurt le 25 mai 1651)
      - Dorothee Maria Bach (baptisée à Erfurt le 20 avril 1652 - morte à Eisenach le 6 février 1679)

    - Heinrich Bach I (né à Wechmar le 16 septembre 1615 - mort à Arnstadt le 10 juillet 1692)) — La branche d'Arnstadt (Arnstädter Linie)
      - Johann Christoph Bach I (baptisé à Arnstadt le 8 décembre 1642 - mort à Eisenach le 31 mars 1703)
        - Johann Nikolaus Bach (né à Eisenach le 10 octobre 1669 - mort à Iéna le 4 novembre 1753)
          - Anna Dorothea Bach (née à Iéna le 10 juin 1698 - morte à Iéna le 12 décembre 1704)
          - Maria Elisabetha Bach (née à Iéna le 24 juillet 1700 - morte à Iéna le 20 janvier 1750)
          - Heinrich Christoph Bach (né à Iéna le 24 avril 1702 - mort à Iéna le 19 septembre 1704)
          - Johann Ernst Christoph Bach (né à Iéna le 12 novembre 1705 - mort à Iéna le 14 mai 1709)
          - Christian Friedrich Bach (né à Iéna le 24 avril 1707 - mort à Iéna le 27 mai 1709)
          - Anna Catharina Bach (née à Iéna le 18 mai 1710 - morte à Iéna le 8 juin 1710)
          - Anna Sophie Catharina Bach (née à Iéna le 21 mars 1715 - morte à Iéna le 26 mars 1777)
          - Johann Christian Bach (né à Iéna le 17 mars 1717 - mort à Iéna le 1erfévrier 1738)
          - Dorothea Magdalena Bach (née à Iéna le 5 mars 1719 - morte à Iéna le 11 avril 1799)
          - Johanna Maria Bach (née à Iéna le 6 juillet 1721 - morte à Iéna le 24 octobre 1760)

        - Maria Sophie Bach (baptisée à Eisenach le 26 mars 1674 - ?)
        - Johann Christoph Bach V (baptisé à Eisenach le 29 août 1676 - mort après 1730)
          - Johann Heinrich Bach II (baptisé à Hambourg le 4 novembre 1709 - mort en 1735)
          - Anna Magdalena Bach (baptisée à Rotterdam le 9 août 1717 - ?)
          - Johann Georg Bach (baptisé à Rotterdam le 29 mars 1719 - ?)
          - Johann Christian Bach (baptisé à Rotterdam le 29 octobre 1720 - ?)

        - Christine Dorothea Bach (baptisée à Eisenach le 19 septembre 1678 - ?)
        - Johann Friedrich Bach I (né à Eisenach en 1682 - enterré à Mühlhausen le 8 février 1730)
        - Johann Michael Bach II (baptisé à Eisenach le 1er août 1685 - ?)
        - Margaretha Bach (jumelle du précédent) (baptisée à Eisenach le 1er août 1685 - enterrée à Eisenach le 4 juin 1686)
        - Anna Elisabeth Bach (baptisée à Eisenach le 6 juin 1689 - morte à Eisenach le 31 mars 1703)

      - Johannes Matthaüs Bach (baptisé à Arnstadt le 3 janvier 1645 - enterré à Arnstadt le 30 août 1647)
      - Johann Michael Bach I (né à Arnstadt le 7 août 1648 - mort à Gehren le 17 mai 1694)
        - Friedelena Margaretha Bach (baptisée à Gehren le 20 octobre 1675 - morte à Leipzig le 28 août 1729)
        - Anna Dorothea Bach (baptisée à Gehren le 20 juin 1677 - ?)
        - Barbara Catharina Bach (née à Gehren le 13 décembre 1679 - ?)
        - Maria Sophia Bach (née à Gehren le 10 octobre 1682 - ?)
        - Maria Barbara Bach (première épouse de Johann Sebastian Bach) (née à Gehren le 20 octobre 1684 - enterrée à Köthen le 7 juillet 1720)
        - Johannes Gottfried Bach (né à Gehren le 18 mars 1690 - mort à Gehren le 20 août 1691)

      - Maria Catharina Bach (baptisée à Arnstadt le 17 mars 1651 - enterrée à Arnstadt le 8 septembre 1687)
      - Johann Günther Bach I (baptisé à Arnstadt le 17 juillet 1653 - mort à Arnstadt le 10 avril 1683)
        - Catharina Margaretha Bach (née à Arnstadt le 14 octobre 1683 - ?)

      - Anna Elisabeth Bach (baptisée à Arnstadt le 25 juin 1656 - ?)

    - Une fille (née à Wechmar - morte de la peste à Wechmar en octobre 1626)
    - Un fils (né à Wechmar - mort de la peste à Wechmar en 1635)
- Hans Bach (né peut-être à Wechmar vers 1520 - mort après 1580) Frère ou cousin de Veit.
  - Margaretha Bach (née à Wechmar en ? - ?)
  - Caspar Bach (né à Wechmar en 1570 - mort entre 1642 et 1644)
    - Caspar Bach (né à Gotha vers 1600 - ?)
    - Johannes Bach (né à Gotha vers 1602 - enterré à Arnstadt le 9 décembre 1632)
    - Melchior Bach (né à Gotha vers 1603 - enterré à Arnstadt le 7 septembre 1634)
    - Heinrich Bach (né à Gotha vers 1609 - enterré à Arnstadt le 27 mai 1635)
    - Christina Bach (née à Gotha en 1616 - enterrée à Arnstadt le 29 janvier 1651)
    - Marie Bach (née à Gotha le 20 février 1617 - ?)
    - Nicolaus Bach (né à Gotha le 6 décembre 1619 - enterré à Arnstadt le 1er octobre 1637)

  - Veit Bach (baptisé à Oberkatz-Rhön le 15 juillet 1579 - mort à Wechmar le 8 mars 1619, souvent confondu avec son cousin Veit)